# Simone Signoret
Simone Signoret (phát âm tiếng Pháp: [simɔn siɲɔˈʀɛ]; 25 tháng 3 năm 1921 - 30 tháng 9 năm 1985) là một nữ diễn viên điện ảnh thường được biết đến như một trong những minh tinh màn bạc vĩ đại nhất của nước Pháp. Bà là người Pháp đầu tiên đoạt tượng vàng giải Oscar năm 1959 nhờ vai diễn trong Room at the Top. Trong sự nghiệp hoạt động nghệ thuật của mình, Signoret cũng giành được giải BAFTA, giải Emmy, giải Quả cầu vàng, Liên hoan phim Cannes và Giải Gấu bạc cho nữ diễn viên xuất sắc nhất.

## Thời niên thiếu
Signoret sinh ra với tên khai sinh Simone-Henriette-Charlotte Kaminker ở Wiesbaden, Đức, là con của André và Georgette Signoret Kaminker. Bà là chị cả của hai người em trai. Cha bà, một nhân viên phiên dịch làm việc trong Hội Quốc Liên, là người Do Thái sinh ra tại Pháp và gốc Ba Lan. Ông đã đưa cả gia đình đến Neuilly-sur-Seine, một vùng ngoại ô của Paris. Signoret lớn lên tại Paris trong một môi trường trí thức và học Tiếng Anh ở trường, bà được cấp chứng chỉ giáo viên. Bà dạy kèm tiếng Anh và tiếng Latin, đồng thời làm nhân viên đánh máy bán thời gian cho một tờ báo phản động, chủ bút Jean Luchaire.

## Phim tham gia
| Năm  | Phim                           | Vai diễn                 | Chú thích                                                                                             |
| ---- | ------------------------------ | ------------------------ | --- |
| 1942 | Bolero                         | Một nhân viên            | không chắc chắn                                                                                       |
| 1942 | Les Visiteurs du soir          | Vai phụ                  | không chắc chắn                                                                                       |
| 1942 | Le Prince charmant             |                          | |
| 1943 | Adieu Léonard                  | Nghệ sĩ ghi ta           | không chắc chắn                                                                                       |
| 1943 | Le Voyageur de la Toussaint    | Vai phụ                  | không chắc chắn                                                                                       |
| 1944 | L'Ange de la nuit              | Một sinh viên            | không chắc chắn                                                                                       |
| 1944 | Le Mort ne reçoit plus         | La maitresse de Firmin   | |
| 1944 | Service de nuit                | La danseuse à la taverne | |
| 1944 | Béatrice devant le désir       |                          | |
| 1945 | La Boîte aux rêves             | Một phụ nữ               | không chắc chắn                                                                                       |
| 1946 | Macadam                        | Gisèle                   | |
| 1946 | Le Couple idéal                | Annette                  | |
| 1946 | Les Démons de l'aube           | Lily, la cabaretière     | |
| 1947 | Fantômas                       | Hélène                   | |
| 1948 | Impasse des deux anges         | Marianne                 | |
| 1948 | Dédée d'Anvers                 | Dédée                    | |
| 1948 | Against the Wind               | Michele Dennis           | |
| 1950 | Manèges                        | Dora                     | |
| 1950 | Gunman in the Streets          | Denise Vernon            | bản tiếng Pháp Le Traqué                                                                              |
| 1950 | La Ronde                       | Leocadie, gái điếm       | |
| 1950 | Swiss Tour                     | Yvonne                   | |
| 1951 | Ombre et lumière               | Isabelle Leritz          | |
| 1951 | Sans laisser d'adresse         | Một nhà báo              | Không chắc chắn                                                                                       |
| 1952 | Casque d'or                    | Marie 'Casque d'Or'      | Giải BAFTA                                                                                            |
| 1953 | Thérèse Raquin                 | Thérèse Raquin           | |
| 1955 | Mutter Courage und ihre Kinder | Yvette, Lagerhure        | |
| 1955 | Les Diaboliques                | Nicole Horner            | Diabolique                                                                                            |
| 1956 | Un matin comme les autres      | Janine Alix              | |
| 1956 | La mort en ce jardin           | Djin                     | |
| 1957 | Les Sorcières de Salem         | Elisabeth Procter        | Giải BAFTA                                                                                            |
| 1957 | Die Windrose                   |                          | |
| 1959 | Room at the Top                | Alice Aisgill            | Giải Oscar cho nữ diễn viên chính xuất sắc nhất; Giải BAFTA; Đề cử - giải Quả cầu vàng                |
| 1960 | Adua e le compagne             | Adua Giovannetti         | |
| 1960 | Les Mauvais coups              | Roberte                  | |
| 1960 | Amours célèbres                | Jenny                    | segment "Jenny de Lacour"                                                                             |
| 1961 | Barabbas                       |                          | |
| 1962 | Il Giorno più corto            | Chưa xác định            | |
| 1962 | Term of Trial                  | Anna                     | |
| 1963 | Dragées au poivre              | Genevieve                | |
| 1963 | Le Jour et l'heure             | Therese Dutheil          | |
| 1965 | Compartiment tueurs            | Eliane Darès             | |
| 1965 | Ship of Fools                  | La Contessa              | Đề cử - Giải Oscar cho nữ diễn viên chính xuất sắc nhất; Đề cử- Giải BAFTA; Đề cử - giải Quả cầu vàng |
| 1966 | Paris brûle-t-il?              | Chủ quán cà phê          | Tiếng Anh Is Paris Burning?                                                                           |
| 1966 | The Deadly Affair              | Elsa Fennan              | Đề cử - Giải BAFTA                                                                                    |
| 1967 | Games                          | Lisa Schindler           | Đề cử - Giải BAFTA                                                                                    |
| 1968 | The Sea Gull                   | Arkadina, một diễn viên  | |
| 1969 | L'Américain                    | Léone                    | |
| 1969 | Đội quân bóng tối              | Mathilde                 | |
| 1969 | Mr. Freedom                    |                          | không chắc chắn                                                                                       |
| 1970 | L'Aveu                         | Mme L. aka Lise London   | |
| 1971 | La Veuve Couderc               | Veuve Couderc Tati       | |
| 1971 | Le Chat                        | Clémence Bouin           | |
| 1971 | Comptes à rebours              | Léa                      | |
| 1973 | Rude journée pour la reine     | Jeanne                   | |
| 1973 | Les Granges brulées            | Rose                     | |
| 1975 | La Chair de l'orchidée         | Phu nhân Vamos           | |
| 1976 | Police Python 357              | Thérèse Ganay            | |
| 1977 | La Vie devant soi              | Madame Rosa              | |
| 1978 | Judith Therpauve               | Judith Therpauve         | |
| 1979 | L'Adolescente                  | Mamie                    | |
| 1980 | Chère inconnue                 | Louise                   | |
| 1982 | Guy de Maupassant              | Maupassant's mother      | |
| 1982 | L'étoile du nord               | Mme Louise Baron         | |

## Giải thưởng khác

### Giải Emmy
- 1966: Dành giải cho nữ diễn viên chính nổi bật trong kịch cho: Bob Hope Presents the Chrysler Theatre (1963) đoạn A Small Rebellion

### Đức
Liên hoan phim Berlin
- 1971: Dành Giải Gấu bạc cho nữ diễn viên xuất sắc nhất cho Le Chat (1971) (Đồng giải thưởng với Shirley MacLaine cho Desperate Characters)

### Pháp
Liên hoan phim Cannes
- 1959: Dành Giải nữ chính xuất sắc nhất cho: Room at the Top

Giải César
- 1983: Đề cử giải nữ chính xuất sắc nhất cho: L'Étoile du Nord (1982)
- 1978: Dành giải nữ chính xuất sắc nhất cho: La Vie devant soi (1977)

### Italy
Giải David di Donatello, Italy
- 1978 Dành giải nữ diễn viên nước ngoài xuất sắc nhất cho: La Vie devant soi (1977) (đồng giải thưởng với Jane Fonda cho Julia)